# Arany Medál díj

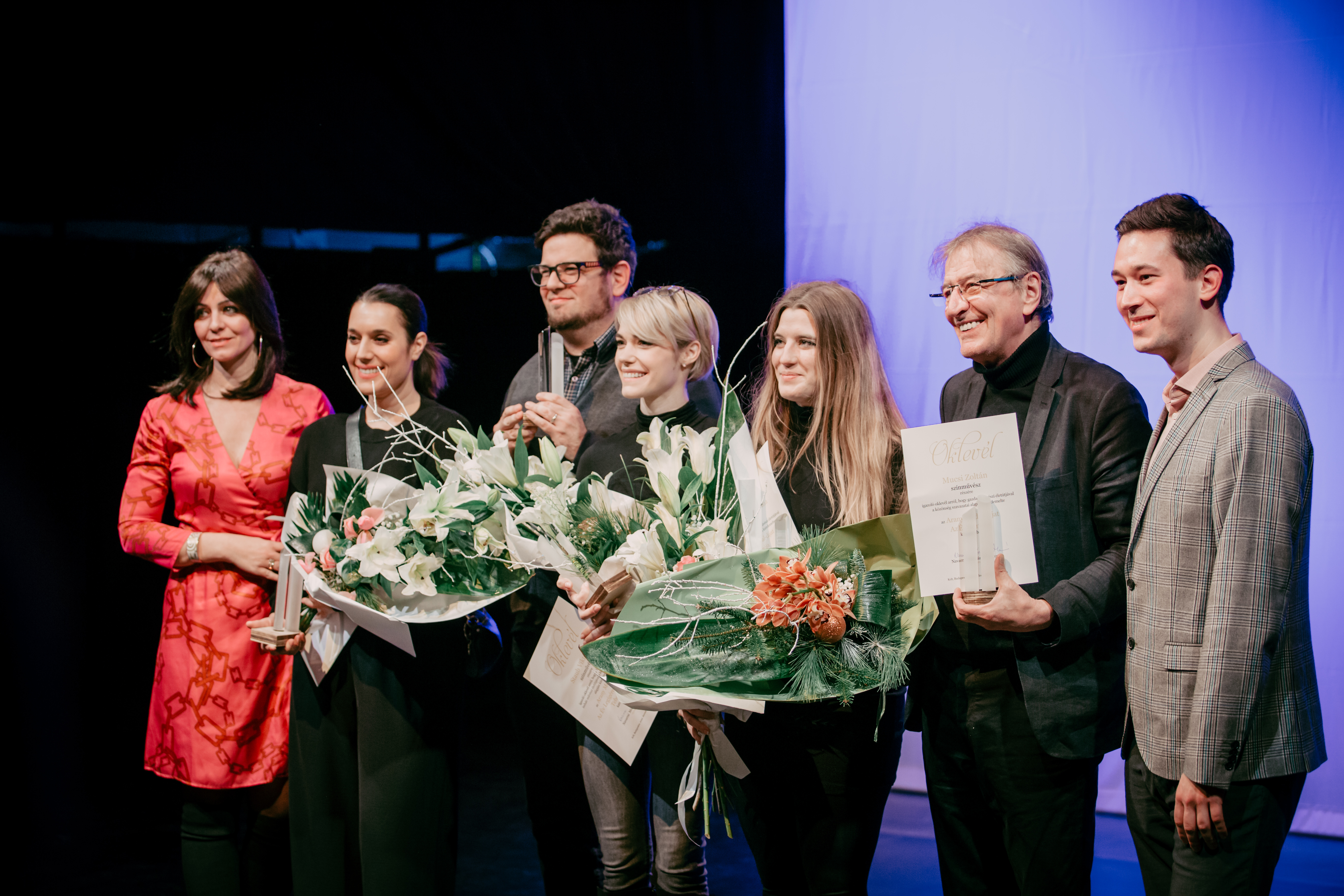
A 14. Arany Medál-díjátadó. Balról jobbra: Juhász Anna, Pálmai Anna, Deák Kristóf, Staub Viktória, Szilágyi Zsófia Emma, Mucsi Zoltán és Navarrai Mészáros Márton.

Az Arany Medál díj egy magánszemély kezdeményezésével 2008-ban alapított, közönségszavazatok alapján kiosztott magyar kulturális elismerés hat kategóriában azon színművészeknek, színházi- és filmrendezőknek és íróknak, akik az adott évben hazai film vagy színdarab létrejöttében működtek közre, vagy önálló kötetet jelentettek meg. Az elismerés egy nonprofit alapú kezdeményezés, pénzjutalommal nem jár.
Nem tévesztendő össze a Pécsi Ildikó által 2006-ban alapított, a gödöllői Erzsébet szavalóverseny lebonyolításában részt vevő szervezők elismerésére szolgáló Arany Medál díjjal.

## Története
A közönségdíjat Navarrai Mészáros Márton kulturális újságíró, lap- és könyvszerkesztő, kultúrafogyasztó kamaszként alapította 2008-ban. Eredetileg kilenc kategóriában szavazták meg a díjazottakat, akkor még nem megkülönböztetve a magyar és külföldi művészeket, illetve csak a színészek esetében szavaztattak külön a hazai művészekre. Emiatt az első évek nyertesei között megtalálható például Helen Mirren, Clint Eastwood, Meryl Streep, Goldie Hawn, Brigitte Bardot, Angelina Jolie vagy Sandra Bullock, akik természetesen nem vettek át díjat. 2014 után a szavazásban fokozatosan a magyar művészekre helyeződött a hangsúly, s a kiosztott díjak száma hatra csökkent.

## A díjazás menete
A kitüntetésre minden évben egy hónapon át lehet szavazni a világhálón, illetve két helyszínen: a fővárosi Bethlen Téri Színházban, valamint a debreceni Apolló moziban. Az elismeréseket decemberben, egy bensőséges díjátadó keretében a Bethlen Téri Színházban adják át.
2020-ig a díjjal alkalmanként változó trófeát adtak át, a 2021. évi díjátadótól pedig Szeredi Sára üvegtervező pályázatnyertes csiszolt, homokfúvott és fatalpazatra erősített üvegalkotását.

## Díjazottak
A táblázatban csak a magyar díjnyertesek neve szerepel.

| Év   | Életműdíj            | Az év írója          | Az év színésznője | Az év színésze     | A legígéretesebb fiatal tehetség | Az év rendezője   | Megjegyzés |
| ---- | -------------------- | -------------------- | ----------------- | ------------------ | -------------------------------- | ----------------- | ---------- |
| 2008 | –––                  | Földi Pál            | Ábrahám Edit      | –––                | –––                              | –––               | [ 9 ]      |
| 2009 | –––                  | –––                  | Hámori Gabriella  | Szabó Kimmel Tamás | –––                              | –––               | [ 10 ]     |
| 2010 | –––                  | –––                  | Gryllus Dorka     | Reviczky Gábor     | –––                              | –––               | [ 11 ]     |
| 2011 | Törőcsik Mari        | –––                  | Básti Juli        | Simon Kornél       | Martinovics Dorina               | –––               | [ 12 ]     |
| 2012 | Bodrogi Gyula        | Vámos Miklós         | Hámori Gabriella  | Kamarás Iván       | –––                              | –––               | [ 13 ]     |
| 2013 | Molnár Piroska       | Háy János            | Tenki Réka        | Kulka János        | –––                              | Szász János       | [ 14 ]     |
| 2014 | Bálint András        | Dragomán György      | Tompos Kátya      | László Zsolt       | Szabó Erika                      | Zomborácz Virág   | [ 15 ]     |
| 2015 | Bánsági Ildikó       | Száraz Miklós György | Földes Eszter     | Gálffi László      | Hartai Petra                     | Fekete Ibolya     | [ 16 ]     |
| 2016 | Márton András        | Németh Gábor         | Halász Judit      | Thuróczy Szabolcs  | Osváth Judit                     | Till Attila       | [ 17 ]     |
| 2017 | Piros Ildikó         | Nádas Péter          | Huszárik Kata     | Schneider Zoltán   | ifj. Vidnyánszky Attila          | Enyedi Ildikó     | [ 1 ]      |
| 2018 | Csernus Mariann      | Darvasi László       | Ónodi Eszter      | Rudolf Péter       | Herr Szilvia                     | Herendi Gábor     | [ 18 ]     |
| 2019 | Lukáts Andor         | Végel László         | Mészáros Blanka   | Nagy Ervin         | László Panna                     | Szász Attila      | [ 19 ]     |
| 2020 | Hámori Ildikó        | Szabó T. Anna        | Udvaros Dorottya  | Mészáros Béla      | Gáspár Kata                      | Dombrovszky Linda | [ 20 ]     |
| 2021 | Tordai Teri          | Tisza Kata           | Gubás Gabi        | Molnár Áron        | Gombó Viola Lotti                | Herendi Gábor     | [ 21 ]     |
| 2022 | Pogány Judit         | Szilágyi Zsófia Emma | Pálmai Anna       | Mucsi Zoltán       | Staub Viktória                   | Deák Kristóf      | [ 22 ]     |
| 2023 | Esztergályos Cecília | Parti Nagy Lajos     | Jordán Adél       | Trill Zsolt        | Sodró Eliza                      | Gauder Áron       | [ 23 ]     |
| 2024 | Szakonyi Károly      | Biró Zsombor Aurél   | Mészöly Anna      | Vecsei H. Miklós   | Waskovics Andrea                 | Szimler Bálint    | [ 24 ]     |